# Лохув (Лодзинське воєводство)
Лохув (пол. Łochów) — село в Польщі, у гміні Желехлінек Томашовського повіту Лодзинського воєводства.
Населення — 55 осіб (2011).
У 1975-1998 роках село належало до Пйотрковського воєводства.

## Демографія
Демографічна структура станом на 31 березня 2011 року:
|          | Загалом | Допрацездатний вік | Працездатний вік | Постпрацездатний вік |
| -------- | ------- | ------------------ | ---------------- | -------------------- |
| Чоловіки | 29      | 4                  | 21               | 4                    |
| Жінки    | 26      | 6                  | 12               | 8                    |
| Разом    | 55      | 10                 | 33               | 12                   |